# Charles Fabry
Maurice Paul Auguste Charles Fabry, född den 11 juni 1867 i Marseille, död den 11 december 1945 i Paris, var en fransk fysiker. Han var bror till astronomen Louis Fabry och matematikern Eugène Fabry.

## Biografi
Fabry avlade sin examen vid École polytechnique i Paris och förvärvade doktorsgraden vid universitetet i Paris 1892, för ett arbete om interferens, vilket etablerade honom som auktoritet inom fältet optik och spektroskopi. År 1904 utnämndes han till professor i fysik vid universitetet i Marseille, där han stannade i 16 år. Hans mest betydande uppfinning är Fabry-Pérot-interferometern som han gjorde 1897 tillsammans med sin mångåriga forskningspartner Alfred Pérot. Tillsammans med Henri Buisson upptäckte Fabry ozonskiktet, då de 1913 genom spektroskopiska mätningar av ultraviolett strålning kunde påvisa ozon i de högre atmosfärskikten. Under första världskriget reste han 1917 tillsammans med Henri Abraham och Ernest Rutherford till USA för att diskutera frågan om ubåtsjakt.
År 1921 utnämndes Fabry till professor i allmänfysik vid Sorbonne och den förste föreståndaren vid det nya institutet för optik. År 1926 blev han även professor vid École polytechnique. Han var den förste generaldirektören vid Institut d'optique théorique et appliquée och föreståndare vid grande école École supérieure d'optique. Fabry publicerade 197 vetenskapliga uppsatser, 14 böcker och över 100 populära artiklar. År 1929 tilldelades han Prix Jules-Janssen, den högsta utmärkelsen från Société astronomique de France, vars president Fabry var 1931–1933. År 1918 tilldelades han Rumfordmedaljen från Royal Society of London, där han blev utländsk ledamot 1931. I USA tilldelades han Henry Draper-medaljen från National Academy of Sciences 1919 och Franklinmedaljen från Franklin Institute 1921. År 1927 invaldes han i Franska vetenskapsakademien, som hade tilldelat honom Janssenmedaljen 1916.